# Natália Milanová
Natália Milanová z domu Gálisová (ur. 12 czerwca 1982 w Bratysławie) – słowacka polityk i nauczycielka, posłanka do Rady Narodowej, od 2020 do 2023 minister kultury.

## Życiorys
Absolwentka filologii słowackiej i historii na Uniwersytecie Komeńskiego w Bratysławie. Pracowała jako nauczycielka, była też asystentką deputowanego. Autorka książki Dejiny statočného národa slovenského, przeznaczonej dla dzieci publikacji opisującej historię Słowaków.
Zaangażowana w działalność ugrupowania Zwyczajni Ludzie. W 2018 objęła wakujący mandat poselski w Radzie Narodowej, który wykonywała do 2020. W marcu tego samego roku została ministrem kultury w rządzie Igora Matoviča. Utrzymała tę funkcję również w utworzonym w kwietniu 2021 gabinecie Eduarda Hegera. Urząd ministra sprawowała do maja 2023.

## Odznaczenia
- Order Księżnej Olgi III klasy (Ukraina, 2022)[7]